# Красностекловарское сельское поселение
Красностекловарское се́льское поселе́ние — муниципальное образование в Моркинском районе Марий Эл Российской Федерации.
Административный центр — посёлок Красный Стекловар.

## История
Статус и границы сельского поселения установлены Законом Республики Марий Эл от 18 июня 2004 года № 15-З «О статусе, границах и составе муниципальных районов, городских округов в Республике Марий Эл».
Закон Республики Марий Эл от 10 мая 2011 года № 21-З «О внесении изменений в некоторые законодательные акты Республики Марий Эл, связанные с осуществлением местного самоуправления»:

## Население
| 2010 | 2011  | 2012  | 2013  | 2014  | 2015  | 2016  |
| ---- | ----- | ----- | ----- | ----- | ----- | ----- |
| 1144 | ↘1138 | ↘1100 | ↘1066 | ↘1023 | ↘1016 | ↗1020 |
| 2017 | 2018  | 2019  | 2020  | 2021  | 2023  |       |
| ↘997 | ↘984  | ↘977  | ↘969  | ↗1001 | ↗1022 |       |

## Состав сельского поселения
В состав сельского поселения входят 3 посёлка:
| № | Населённый пункт      | Тип населённого пункта          | Население |
| - | --------------------- | ------------------------------- | --------- |
| 1 | Верхняя Красная Горка | посёлок                         | 2         |
| 2 | Залесный              | посёлок                         | 296       |
| 3 | Красный Стекловар     | посёлок, административный центр | ↘846      |